# Karin Fossum
Karin Fossum (født 6. november 1954 i Sandefjord) er en norsk forfatterinde. Hun modtog i 2014 Rivertonprisen for årets bedste norske krimiroman.